# Saminu Abdullahi
Saminu Kwari Abdullahi (Jos, 3 gennaio 2001) è un calciatore nigeriano, centrocampista del Juárez.

## Carriera
È cresciuto nella Gee-Lec Academy in Nigeria. Nel 2019 è stato acquistato dai lettoni dello Spartaks Jūrmala, con cui ha debuttato il 3 agosto nell'incontro di Virslīga pareggiato 1-1 contro il Metta/LU. Ha segnato il suo primo gol il 1º novembre del 2020, contro il Tukums 2000.
Nel 2021 è stato ceduto in prestito al Veles Mosca ed a fine stagione è stato tesserato a titolo definitivo dal club russo. Nel 2023 è passato alla Dinamo Machačkala ma dopo soli sei mesi ha rescisso il contratto con il club daghestano ed ha firmato con il Chimki.
Il 31 gennaio ha lasciato l'Europa ed ha firmato con il Juárez.

## Statistiche

### Presenze e reti nei club
Statistiche aggiornate al 4 marzo 2025.
| Stagione                | Squadra                 | Campionato              | Campionato | Campionato | Coppe nazionali | Coppe nazionali | Coppe nazionali | Coppe continentali | Coppe continentali | Coppe continentali | Altre coppe | Altre coppe | Altre coppe | Totale | Totale | Totale |
| Stagione                | Squadra                 | Comp                    | Pres       | Reti       | Comp            | Pres            | Reti            | Comp               | Pres               | Reti               | Comp        | Pres        | Reti        | Pres   | Reti   |        |
| ----------------------- | ----------------------- | ----------------------- | ---------- | ---------- | --------------- | --------------- | --------------- | ------------------ | ------------------ | ------------------ | ----------- | ----------- | ----------- | ------ | ------ | ------ |
| 2019                    | Spartaks Jūrmala        | VL                      | 7          | 0          | CL              | 0               | 0               | -                  | -                  | -                  | -           | -           | -           | 7      | 0      |        |
| 2020                    | Spartaks Jūrmala        | VL                      | 25         | 2          | CL              | 2               | 0               | -                  | -                  | -                  | -           | -           | -           | 27     | 2      |        |
| 2021                    | Spartaks Jūrmala        | VL                      | 15         | 0          | CL              | 0               | 0               | -                  | -                  | -                  | -           | -           | -           | 15     | 0      |        |
| Totale Spartaks Jūrmala | Totale Spartaks Jūrmala | Totale Spartaks Jūrmala | 47         | 2          |                 | 2               | 0               |                    | -                  | -                  |             | -           | -           | 49     | 2      |        |
| 2021-2022               | Veles Mosca             | PFN                     | 23         | 1          | CR              | 2               | 0               | -                  | -                  | -                  | -           | -           | -           | 25     | 1      |        |
| 2022-2023               | Veles Mosca             | PFN                     | 14         | 0          | CR              | 0               | 0               | -                  | -                  | -                  | -           | -           | -           | 14     | 0      |        |
| Totale Veles Mosca      | Totale Veles Mosca      | Totale Veles Mosca      | 37         | 1          |                 | 2               | 0               |                    | -                  | -                  |             | -           | -           | 39     | 1      |        |
| 2023-gen. 2024          | Dinamo Machačkala       | 1D                      | 19         | 2          | CR              | 0               | 0               | -                  | -                  | -                  | -           | -           | -           | 19     | 2      |        |
| gen.-giu. 2024          | Chimki                  | 1D                      | 9          | 0          | CR              | 1               | 0               | -                  | -                  | -                  | -           | -           | -           | 10     | 0      |        |
| 2024-feb. 2025          | Chimki                  | PL                      | 7          | 0          | CR              | 7               | 0               | -                  | -                  | -                  | -           | -           | -           | 14     | 0      |        |
| Totale Chimki           | Totale Chimki           | Totale Chimki           | 16         | 0          |                 | 8               | 0               |                    | -                  | -                  |             | -           | -           | 24     | 0      |        |
| feb.-giu. 2025          | Juárez                  | LMX                     | 3          | 0          | -               | -               | -               | -                  | -                  | -                  | LC          | 0           | 0           | 3      | 0      |        |
| Totale carriera         | Totale carriera         | Totale carriera         | 122        | 5          |                 | 12              | 0               |                    | -                  | -                  |             | 0           | 0           | 134    | 5      |        |

## Palmarès

### Club

#### Competizioni nazionali
- Pervaja Liga: 1

Chimki: 2023-2024